# Hugh Maguire

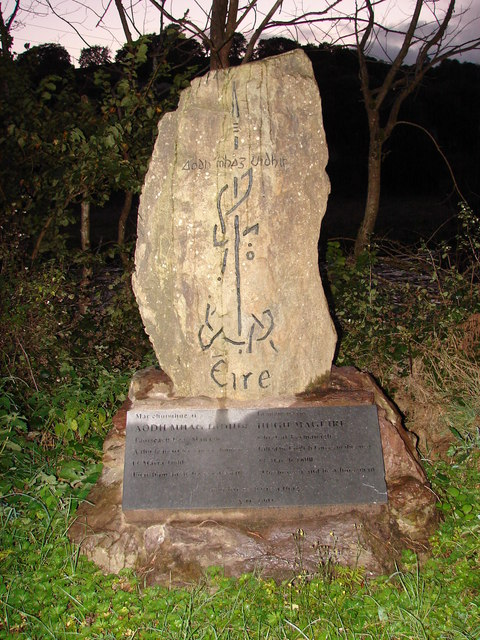
Monumento erigido en memoria de Hugh Maguire en 2001, en el lugar donde fue asesinado.

Hugh Maguire (fallecido en 1600), señor de Fermanagh y jefe del clan Maguire durante el reinado de Isabel I de Inglaterra. Fue uno de los líderes del alzamiento de clanes que dio lugar a la Guerra de los Nueve Años.

## Primeros años
El territorio de Maguire estaba situado al sur del Úlster, en una zona de difícil acceso, boscosa y con numerosos cursos de agua. Las autoridades inglesas atacaban ocasionalmente, tratando de conseguir el sometimiento del clan. En 1586, Maguire decidió acatar la autoridad de Inglaterra y fue perdonado; a cambio, tuvo que pagar 500 colmenas a la corona, doscientas de las cuales pasaron a ser propiedad del Lord Diputado Sir John Perrot, en retribución por proponer a Maguire como capitán del territorio. Sin embargo, la propuesta no properó, pese haber enviado Maguire tres cartas al castillo de Dublín proclamando su lealtad.
En 1587, Maguire y Art O'Neill atacaron y saquearon un asentamiento escocés en el condado de Down y en 1588 colaboró con Sir Brian O'Rourke y los Burkes en el rescate de los náufragos españoles de la Armada Invencible. Se le relacionó posteriormente con el complot organizado por Hugh O'Neill, II conde de Tyrone para asesinar a Conn MacShane O'Neill, que tuvo que recurrir al Lord Diputado Sir William FitzWilliam en busca de protección.

## Señor de Fermanagh
En 1589, Maguire sucedió a su padre al frente de Fermanagh. Ante la petición de Fitzwilliam de acatar la autoridad de la reina, Maguire respondió: "Vuestro sheriff será bienvenido, pero dejadme saber su eric [precio de honor] para que si mi gente le corta la cabeza, yo pueda recaudar el dinero". Esta respuesta fue debida a que Maguire ya había pagado 300 colmenas a FitzWilliam a cambio de mantener al sheriff lejos de su territorio. Sin embargo, el capitán Willis fue nombrado sheriff y enviado a Fermanagh al frente de un grupo de cien hombres. Maguire los forzó a resguardarse en una iglesia y los sitió en 1590; sin embargo, Hugh O'Neill consiguió levantar el asedió, tras lo que FitzWilliam invadió la zona, ocupó Enniskillen y proclamó traidor a Maguire.
Animado por Edmund Magauran, arzobispo de Armagh, Maguire invadió Connacht donde se enfrentó con un ejército inglés mandado por Sir Richard Bingham, presidente provincial, a mediados de verano en la batalla de Sciath na Feart tuvo lugar en Tulsk, que se saldó sin resultado concluyente. Maguire se retiró finalmente a Fermanagh tras sufrir cuantiosas pérdidas.
A finales de 1593, Maguire resultó herido tratando de evitar que Henry Bagenal y Hugh O'Neill cruzaran el Lago Erne, pero en junio de 1594 puso sitio a Enniskillen apoyado por Red Hugh O'Donnell, señor de Tyrconnell. Bingham trató de aliviar el sitio, pero Maguire le salió al paso en el río Arney y le derrotó en la conocida como batalla de las galletas (Beal atha na mBriosgaidh). Al año siguiente devastó Cavan y fue proclamado traidor nuevamente por los ingleses.

## Guerra de los Nueve Años
Durante la Guerra de los Nueve Años (1595-1603), Maguire participó en la batalla de Clontibret en 1595, logrando una importante victoria para los rebeldes, y dirigió la caballería en Mullagnbrack (1596), tras lo que se sometió al gobierno inglés. Sin embargo, en 1598 se le volvió a ver en Yellow Ford, donde Bagenal perdió la vida y el ejército inglés del Úlster fue prácticamente aniquilado. En 1599 operó en Thomond, capturando el castillo de Inchiquin.
En 1600 le fue encomendado el mando de la caballería rebelde en Leinster y Munster. El 18 de febrero de ese año fue alcanzado por Sir Warham St Leger a escasos kilómetros de la ciudad de Cork y, aunque Maguire consiguió darle muerte, falleció a las pocas horas por causa de las heridas recibidas.
Su muerte fue un duro golpe para la causa irlandesa, ya que Maguire era un hombre instruido y poseía nociones de estrategia, especialmente en asuntos de caballería.

## Matrimonio e hijos
Maguire contrajo matrimonio con la hija del conde de Tyrone, aunque no tuvo descendencia conocida. Fue sucedido a su muerte por su hermano Cuchonnacht, que abandonó a Irlanda con Hugh O'Neill y Rory O'Donnell en 1607 (véase Fuga de los Condes) y falleció en Génova en agosto de 1608. Los territorios de los Maguire fueron incautados por la Corona inglesa y entregados a colonos escoceses (véase Colonización del Ulster).